# 山名致丰
山名致丰（やまな むねとよ/おきとよ，应仁2年（1468年）——天文5年7月3日（1536年7月20日））是战国时代的大名。但马、备后守护。山名政丰之子。兄弟有常丰、俊丰、诚丰。子安丰、祐丰、丰定。

## 经历
当初政丰的嫡男，兄长俊丰（としとよ）被废嫡之后受到父・政丰的指名而成为后继者。
但是在永正9年（1512年），以守护代垣屋氏为首，被称为“山名四天王”的太田垣氏、八木氏、田公氏、田结庄氏等国人众谋反，而将家督让给弟弟山名诚丰。
天文5年（1536年）死去，享年69岁。

## 接受偏讳的人物
- 三吉致高（三吉氏）